# TransMontaigne
TransMontaigne ist ein US-amerikanisches Unternehmen mit Firmensitz in Denver, Colorado.
Das Unternehmen gehört nach Angaben des Magazins Forbes zu den 20 größten, nicht börsennotierten Unternehmen in den Vereinigten Staaten. Im September 2006 wurde das Unternehmen von der Investmentgesellschaft Morgan Stanley übernommen.

## Tochterunternehmen
- TransMontaigne Partners